# Třída Oberon
Třída Oberon byla třída diesel-elektrických ponorek postavených pro britské královské námořnictvo. Britové získali 13 ponorek a dalších 14 jich bylo postaveno pro zahraniční uživatele. Určeny byly především pro ničení sovětských ponorek v severním Atlantiku. Ve své době vynikaly velmi tichým chodem. Všechny již byly vyřazeny. Část se jich dochovala jako muzejní plavidla.

## Stavba

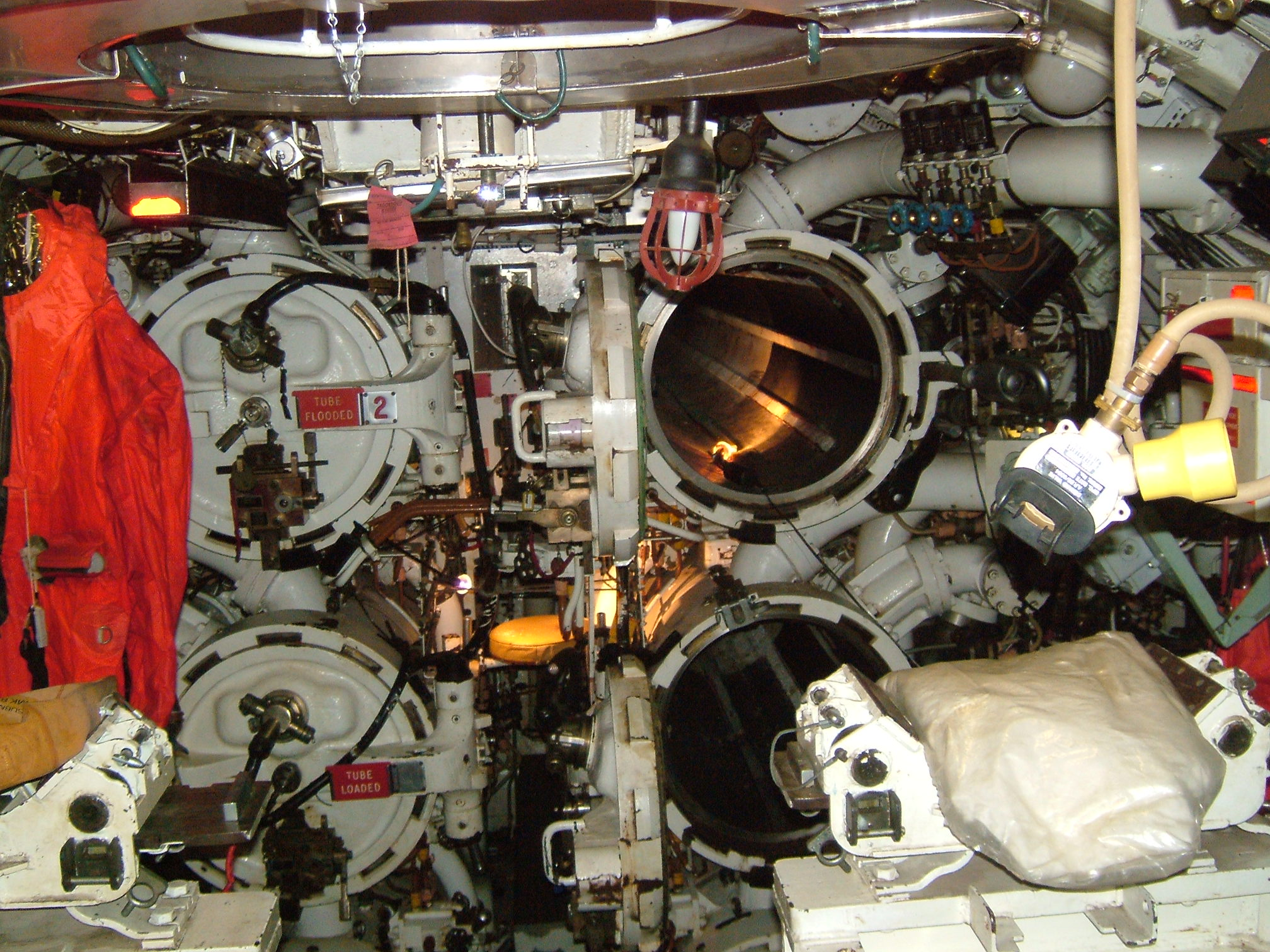
Torpédomety ponorky Ocelot

Pro britské královské námořnictvo bylo v letech 1957–1967 postaveno celkem 13 ponorek této třídy. Do služby vstupovaly v letech 1961–1967.

## Konstrukce

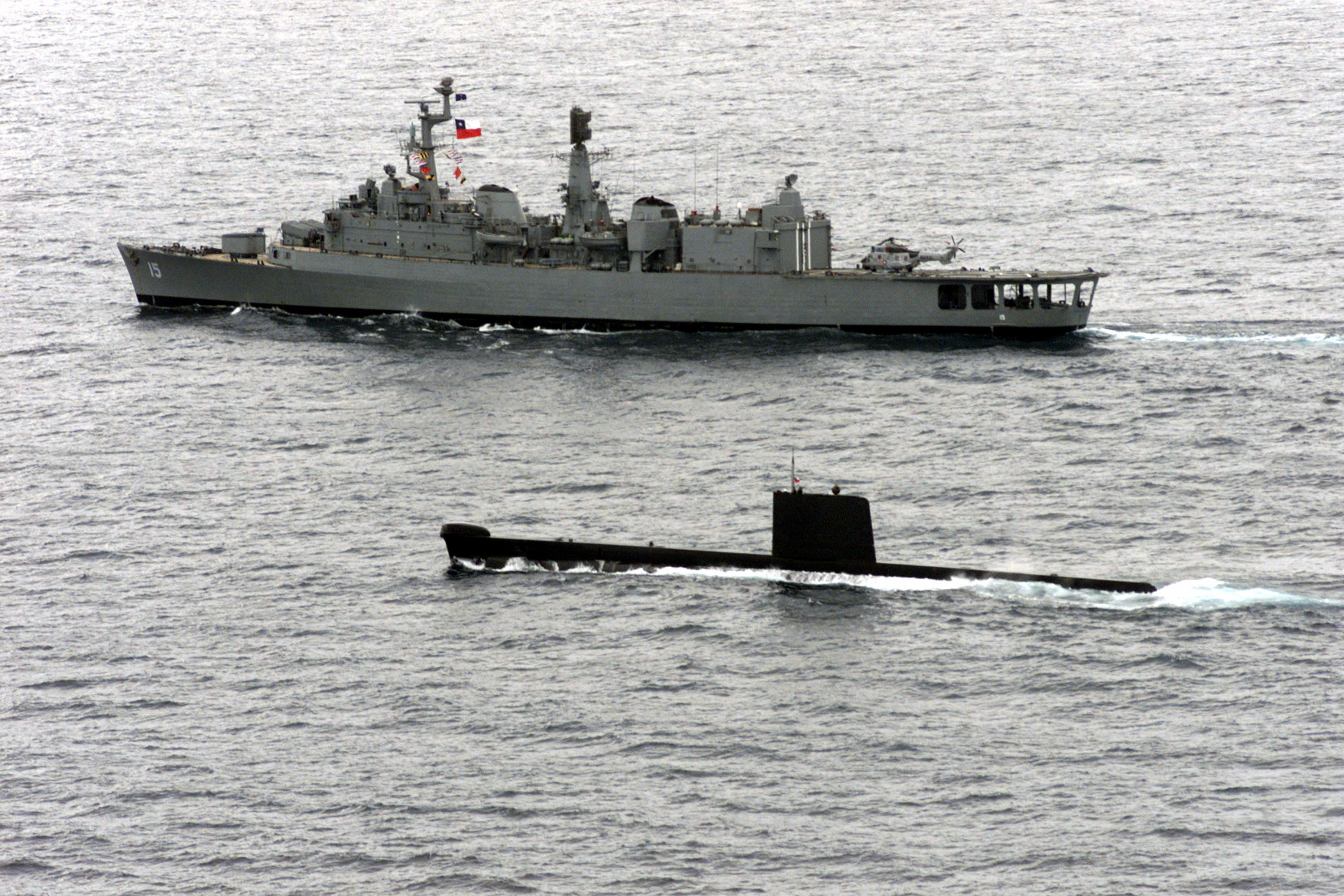
Chilská fregata Blanco Encalada s ponorkou O'Brien v roce 1999

Konstrukce ponorek byla vylepšením předchozí třídy Porpoise. Měly dvoutrupou koncepci. Jejich trup měl doutníkový tvar s balastními nádržemi umístěnými na bocích. Díky použití kvalitnější vysokopevnostní oceli UKE se maximální hloubka ponoru třídy Oberon zvětšila na 300 metrů (v případě třídy Porpoise to bylo 200 metrů).
Výzbroj tvořilo osm 533mm torpédometů (šest v přídi a dva na zádi) s celkovou zásobou 22 torpéd. Vypouštět přitom mohly také námořní miny. V době zařazení do služby byly ponorky vyzbrojeny protilodními torpédy Mk 8 a krátkými protiponorkovými torpédy Mk 20(S), vypouštěnými ze záďových torpédometů. Později je nahradila modernější protiponorková torpéda Mk 23 s naváděním po kabelu a těžká torpéda Mk 24 Tigerfish. Tyto modernější typy již byly odpalovány pouze z příďových torpédometů.
Během modernizací dostala část ponorek integrovaný sonar typu 2051 Triton, tažené sonarové pole typu 2046 a dále nový systém řízení palby a systémy radio-elektronického boje.
Pohonný systém tvořily dva vznětové generátory ASR 16VVS-AS21 a dva elektromotory English Electric. Lodní šrouby byly dva. Nejvyšší rychlost dosahovala 12 uzlů na hladině a 17 uzlů pod hladinou.

## Zahraniční uživatelé

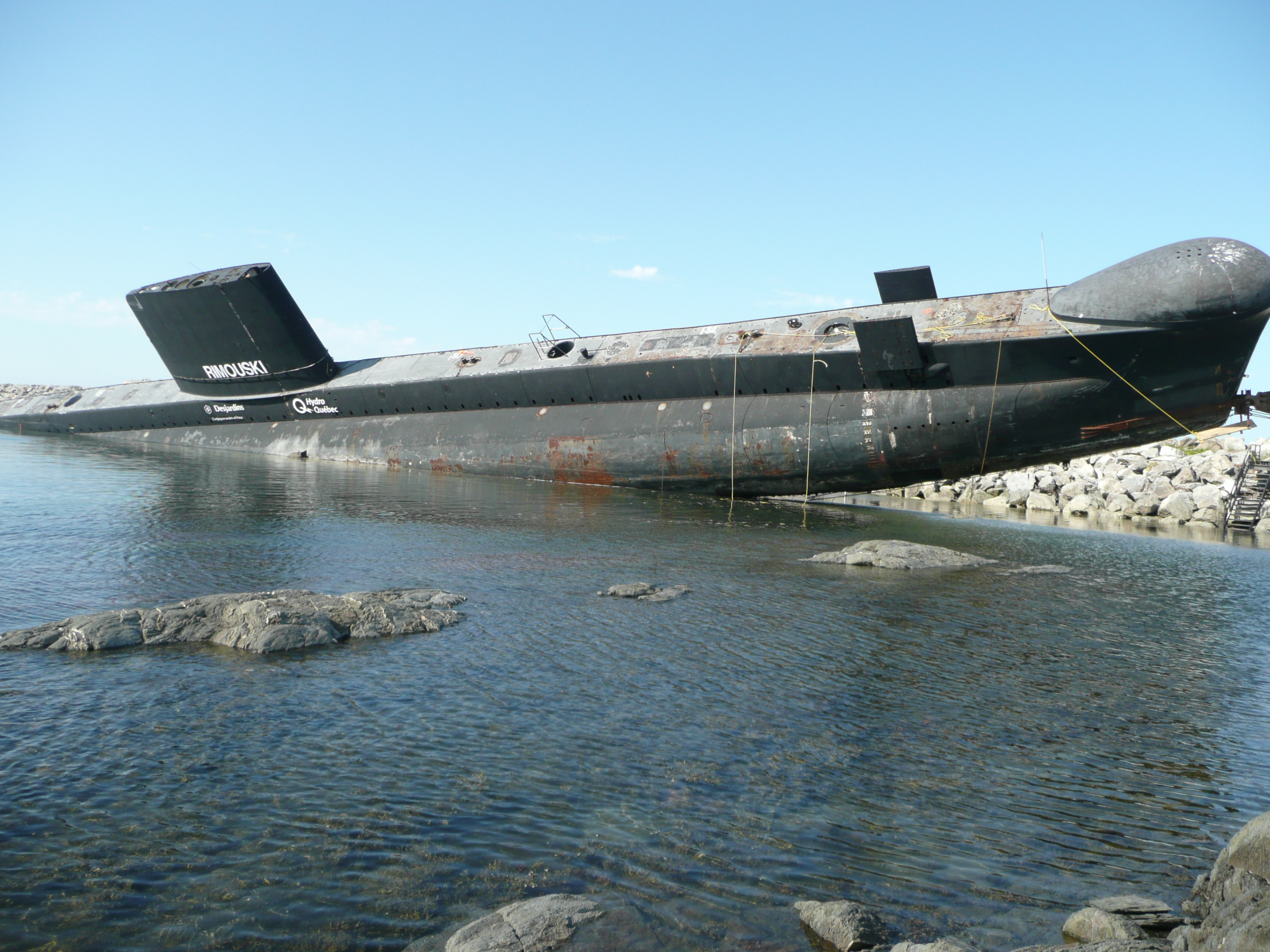
Muzejní ponorka HMCS Onondaga spadla kvůli špatnému uložení na břehu

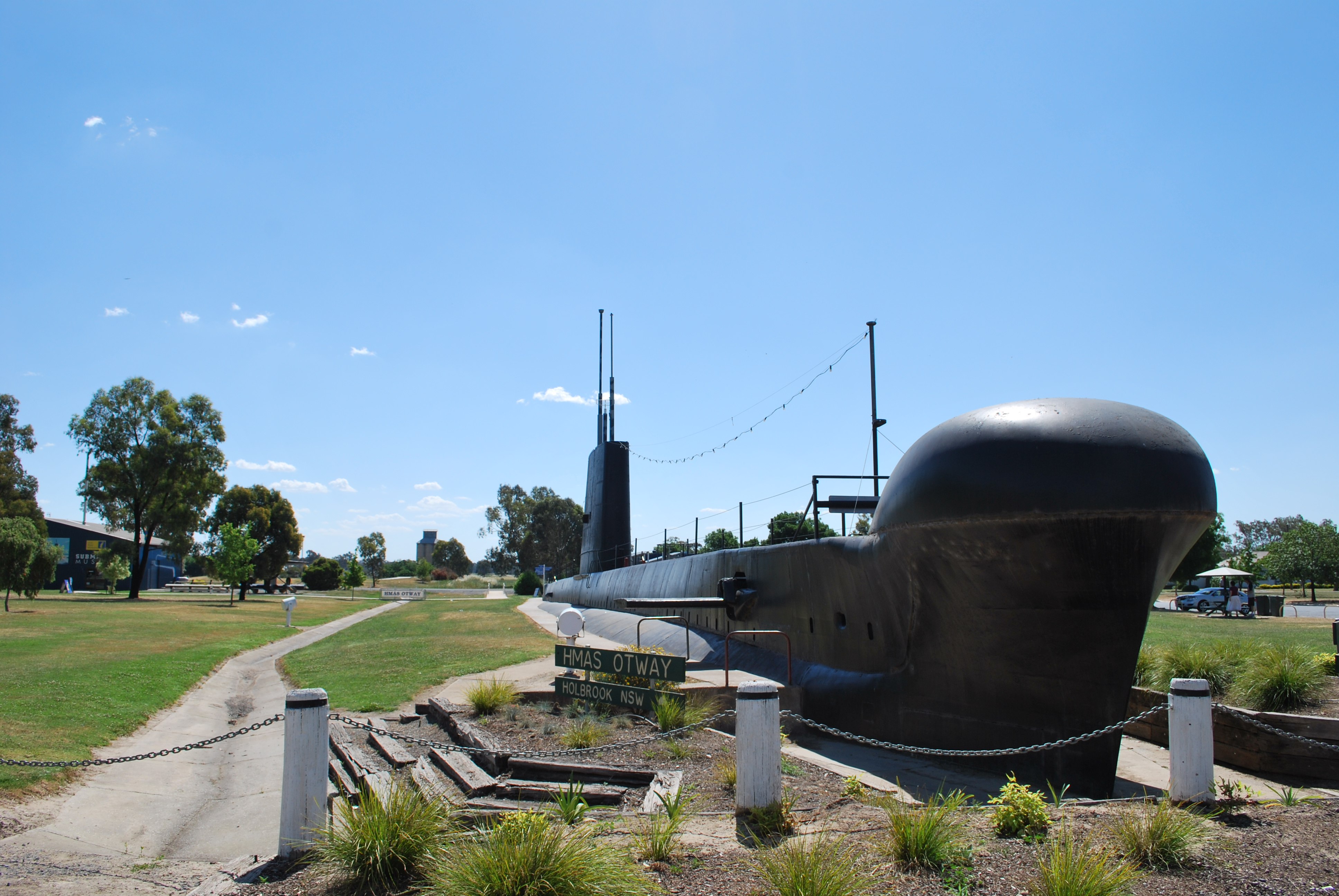
Muzejní ponorka HMAS Otway

- Australské námořnictvo – celkem 6 jednotek. Oxley (S 57), Otway (S 59), Onslow (S 60) a Owens (S 70) byly objednány v roce 1963 a dokončeny v letech 1967–1969. Poslední pár Orion (S 69) a Otama (S 62) byl objednán v roce 1971, přičemž ponorky byly dostavěny v letech 1977–1978. V 80. letech byla celá šestice výrazně modernizována; byl instalován nový sonar, střelecký systém a došlo k modernizaci výzbroje, kterou tvořila nová torpéda Mk 48 a protilodní střely Harpoon.[3] Ponorky byly vyřazovány v průběhu 90. let, poslední byla až roku 2003 Otama. Nahradila je třída Collins.[4]
- Brazilské námořnictvo – celkem tři jednotky byly objednány na přelomu 60. a 70. let. Humaita (S 20), Toneleros (S 12) a Humaita (S 22) byly do služby zařazeny v letech 1973 a 1977.[5] Vyřazeny byly v letech 1996–2000.[6]
- Chilské námořnictvo – celkem dvě jednotky, pojmenované O'Brien (22) a Hyatt (23), byly do služby zařazeny v roce 1976.[7] Vyřazeny byly v 90. letech.[8]
- Kanadské královské námořnictvo – celkem 5 jednotek. Nově byly postaveny tři jednotky – Ojibwa (SS 72), Onandanga (SS 73) a Okanagan (SS 74), zařazené do služby v letech 1965–1968.[9] Ve výzbroji měly americká torpéda Mk 37, později Mk 48. Během služby byly upraveny pro vypouštění střel Harpoon. Vyřazeny byly po roce 2000, v souvislosti se zakoupením modernějších britských ponorek třídy Upholder.[10]